# عبد الله بن جاسر
عبد الله بن عبد الرحمن بن جاسر بن محمد بن عثمان بن عبد الله بن محمد بن أحمد بن بجاد النجدي التميمي الوهيبي الأشيقري ثم المكي (1313 هـ - 1401 هـ) فقيه حنبلي وقاضي سعودي.

## سيرته
ولد في أشيقر شهر محرم سنة 1313 هـ، ونشأ بها، ثم اشتغل بطلب العلم، فأخذ عن إبراهيم بن صالح بن عيسى، ولازمه ملازمة تامة وقرأ عليه الكثير من الكتب المتون، وأجازه.
تولى القضاء سنة 1350 هـ في المحكمة المستعجلة بمكة، ثم قضاء الطائف، ثم قضاء المدينة المنورة سبع سنين، ثم انتقل إلى رئاسة القضاء عضواً في مكة المكرمة، ثم معاوناً لريس القضاء بمكة، ثم صار رئيساً لمحكمة التمييز بالمنطقة الغربية وعضواً في مجلس القضاء حتى تقاعد عام 1393 هـ.
توفي ابن جاسر بتاريخ 10 صفر سنة 1401 هـ، بالمستشفى العسكري بالطائف ونقل إلى مكة وصلى عليه في المسجد الحرام ودفن في مقبرة العدل.

## مؤلفاته
- مفيد الأنام ونور الظلام في تحرير الأحكام لحج بيت الله الحرام.
- حاشية على شرح المنتهى للبهوتي.
- تنبيه النبيه والغبي فيما التبس على الشيخ المغربي.
- وجوب السمع والطاعة لولي أمر المسلمين.
- تحفة الأحباب في أعيان تميم والرباب.
- فوائد في الفقه الحنبلي.